# علی‌آباد اوکشی
علی‌آباد اوکشی، روستایی در دهستان بیرم بخش بیرم شهرستان لارستان در استان فارس ایران است.

## جمعیت
بر پایه سرشماری عمومی نفوس و مسکن در سال ۱۳۹۵، جمعیت این روستا برابر با ۱۷۳ نفر (۵۱ خانوار) بوده است.